# Vining (Clay)
Vining – miasto w Stanach Zjednoczonych, na północy stanu Kansas, w hrabstwie Clay.